# Virgin Prunes
Die Virgin Prunes waren eine irische Post-Punk-Band, die von 1977 bis 1986 Bestand hatte.

## Geschichte
Mitte der 1970er Jahre existierte in Dublin eine Clique, die sich Lypton Village nannte. Zu den Gründern gehörten die drei Freunde Paul Hewson (alias Bono), Fionán Martin Hanvey (alias Gavin Friday) und Derek Rowen (alias „Guggi“). Die Gruppierung lebte eine Phantasiewelt mit eigenen Konventionen und einem eigenen Vokabular, und versuchte, der bürgerlichen Gesellschaft weitgehend zu entsagen. Die Mitglieder verliehen sich zudem neue Namen oder Pseudonyme. Durch die Punkbewegung und ihrer „anything goes“-Einstellung gingen zwei Musikbands aus dem „Lypton Village“ hervor: die späteren U2 und die Virgin Prunes.
Den Gesang übernahmen Gavin Friday, Guggi (Derek Rowen) und Dave-id Busaras Scott (David Scott Watson). Bass spielte Strongman (Trevor Rowan), Gitarre Dik (Richard Evans, der Bruder von U2s The Edge), am Schlagzeug saß Pod (Anthony Murphy), der später von Mary d'Nellon (David Kelly) abgelöst wurde und an den Keyboards in den ersten Jahren Haa-Lacka Binttii (Daniel Figgis).
Der Bandname Virgin Prunes („jungfräuliche Pflaumen“) bezieht sich auf einen Ausdruck im Lypton Village-Vernakular für „Außenseiter“ oder „Freaks“.
Ihre frühen Gigs glichen eher einer Performancekunst, die oft an die Grenzen des Publikumsgeschmacks stieß. Der Grund hierfür lag weniger an diversen musikalischen Experimenten bei ihren Auftritten mit Punk/Post-Punk, Industrial, Gothic Rock, Dark Cabaret und Avantgarde-Musik, sondern eher wohl am freizügigen Spiel mit Sexualität und Geschlechterrollen. Die Band entwickelte eine eigenwillige Ästhetik, die vor allem Stolz auf das Dasein als Außenseiter mit all seinen Facetten ausdrückte. Somit gelang es der Band, sich bis Ende der 1970er Jahre einen Kultstatus unter ihren Fans aufzubauen und zu einer wichtigen Band der aufkeimenden Bewegung – und dem dazugehörigen Musikstil – zu werden.

„Die dritte und vielleicht wichtigste neue Band stammte nicht aus den hyperverseuchten Straßen Londons oder aus der reizarmen Vorstadthölle. Die Virgin Prunes kamen aus Dublin, eine Stadt die das schlechteste beider Welten vereinte.“

Obgleich sie sich stets von der Gothic-Bewegung distanzierten, bestätigten sie später auf ihrer Homepage, dem Begriff Gothic im ursprünglichen Sinne zu entsprechen.

„Gothic ist und bleibt jedoch die schnellste und leichteste Art, eine bestimmte musikalische Schule zusammenzufassen, zu der Alien Sex Fiend ebenso gehören wie […], die Virgin Prunes.“

Ein Hauptgrund der Distanzierung zur Szene lag wohl in ihrer Betonung von Individualität und der Angst davor, sich künstlerisch einengen zu lassen.
Die Virgin Prunes sahen sich selbst stets eher als experimentelle Post-Punk-Band und weniger als Gothic Band, obwohl sie die typischen musikalischen Merkmale, wenn auch meist mit experimenteller Note gespielt und dargestellt, verkörperten.

„Friday shrugs off the Goth Tag, preferring to align the Virgin Prunes with the Post-Punk Vanguard“

„Friday sträubte sich vor der Bezeichnung Gothic, und bevorzugte es die Virgin Prunes als Post-Punk Vorreiter einzuordnen.“

„As such, The Virgin Prunes were always more a case of fitting in with Goth by virtue of not fitting in anywhere else.“

„Per se passten die Virgin Prunes stets mehr zum Gothic, als das sie irgendwo anders hineinpassten.“

Im Allgemeinen sind die Einflüsse bei den meisten Post-Punk-Bands oftmals weitreichend und mannigfaltig, ebenso bei den Virgin Prunes.
Insbesondere die Meinung von Gavin Friday zur stilistischen Definition wurde später in einigen Büchern und Interviews belegt.

„Ich würde sagen, dass es mich weder langweilt noch besonders interessiert. Der Punkt ist einfach der, dass wir uns selbst niemals als „Gothics“ gesehen haben, obgleich das doch sehr viel dessen beschreibt, was wir in dieser Zeit kreativ umgesetzt haben. Um es kurz zu machen: die VIRGIN PRUNES haben diesen Sound schon sehr lange gespielt, bevor die Medien mit diesem Begriff überhaupt auf der Bildfläche erschienen sind. Mir bedeuten diese Kategorisierungen allerdings überhaupt nichts.“

1981 erschien ihre erste Single Twenty Tens. Im selben Jahr folgte das „A New Form Of Beauty“-Projekt, das eine Performance und eine Ausstellung in der Douglas Hyde Gallery am Trinity College in Dublin enthielt. Zum geplanten Buch und Video kam es nicht, jedoch 1982 zur Veröffentlichung auf Kassette.
1982 erschien das Album … If I Die, I Die. Es ist weniger experimentell, eher am Postpunk-Gitarrensound orientiert, behandelt jedoch weiterhin die Schlüsselthemen Reinheit und Schönheit. Das Album wurde von Colin Newman (von der Band Wire) produziert und erhielt dadurch einen eigenen Stil. Im selben Jahr erschien eine Singleauskoppelung von Pagan Lovesong.
1984 wurde die von Dave Ball produzierte LP The Moon Looked Down And Laughed aufgenommen und 1986 veröffentlicht. Auf diesem Album ging die Band vorwiegend bei den Live-Auftritten in eine neue Richtung und ersetzte den Konfrontationsaspekt durch eher melodische Stücke und Balladen, die aber unverändert die düstere Atmosphäre der Band widerspiegelten. Besonders Gavin Friday ließ sich von klassischen Chansonsängern beeinflussen, was er später in seiner Solokarriere noch ausbauen sollte. Die Texte auf dem Album sind durchweg düster, theatralisch und dramatisch veranlagt. Im Allgemeinen lassen sich die späten eher ruhigeren Werke der Virgin Prunes dem Dark Wave zuordnen.
Durch den psychischen und physischen Stress des permanenten Tourens und durch von der Musikindustrie hervorgerufene Frustration kam es zu Differenzen innerhalb der Gruppe. Guggi verließ sie als erster (und wurde später ein erfolgreicher Maler), Dik folgte ihm sehr bald. Als 1987 Gavin Friday die Band verließ, bedeutete dies die baldige endgültige Auflösung der Virgin Prunes.
Doch bis heute behält die Band einen großen Einfluss auf Musiker. Björk, Billy Corgan und Nine Inch Nails zählen sie zu ihren Vorbildern.
2004 veröffentlichte Mute Records die Arbeiten der Virgin Prunes auf fünf CDs. Gavin Friday selbst übernahm die Aufsicht über die Digitalisierung: A New Form Of Beauty, … If I Die, I Die, Heresie, The Moon Looked Down And Laughed und Over The Rainbow.

## Diskografie
- A New Form of Beauty 1-4 (7", 10", EP & MC, später auch gekürzt als CD, 1981)
- Heresie (Doppel-10", CD, 1982)
- Pagan Love Song (7", EP, 1982)
- The Faculties of a Broken Heart (7", EP, 1982)
- If I Die, I Die (LP, CD, 1982)
- Over the Rainbow (LP, 1983)
- Artfuck (CD, 1983)
- Sons Find Devils (Video-Dokumentation, 1985)
- The Moon Looked Down and Laughed (LP, CD, 1986)
- Love Lasts Forever (7", EP, 1986)
- Don’t Look Back (7", EP, 1986)
- The Hidden Lie (LP, CD, 1986)
- Pagan Love Song (remix-CD, 1993)

### Gastauftritte und Soloprojekte
- Gavin Friday, Gastauftritte:
  - David Ball: In Strict Tempo (1983)
  - The Fall: The Wonderful and Frightening World of The Fall (1984)
  - The Fall: Call for Escape Route (1984)
  - Coil: Scatology (1984)
  - U2: One (1992)
  - Naomi Campbell: Babywoman (1994)
  - Atonalist: Atonalism (2017)

- Gavin Friday, Soloprojekte:
  - You Can’t Always Get What You Want (EP, 1987)
  - Each Man Kills the Thing He Loves (EP, 1989)
  - Adam’n’Eve (LP, CD, 1992)
  - Shag Tobacco (LP, CD, 1995)
  - Peter and the Wolf (CD, 2002)
  - Catholic (CD, 2011)

- Gavin Friday Filmmusik (Auswahl):
  - Short Cuts (1993)
  - Im Namen des Vaters (1993)
  - Moulin Rouge (2001)
  - In America (2003)

- The Prunes (Nachfolgeprojekt mit Strongman, Marry d'Nellon und Dave-id Busaras Scott):
  - Lite Fantastik (1988, mit Dik Evans)
  - Nada (1989)
  - Blossoms and Blood (1990)

- Dave-Id Soloprojekte:
  - Smegma ‘Structions don’t rhyme (1995)
  - Bushy Luxury (2000, mit Toshi Hiraoka)
  - Mind Is Blown (2017, mit Toshi Hiraoka)
  - Selection Box (2017)

- Dik Evans Gastauftritte:
  - Current 93: Christ and the pale queens mighty in sorrow (1987)
  - The Prunes: Lite Fantastik (1988)
  - Current 93: Earth covers earth (1988)

- Princess Tinymeat, Soloprojekt von Haa-Lacka Binttii:
  - Sloblands (EP, 1984)
  - A Bun in the Oven (EP, 1985)
  - Lucky Bag (EP, 1986)
  - Put It There (EP, 1986)
  - Angels in Pain (EP, 1986)
  - Herstory (LP, 1987)